# Лотоха’апаи Юнайтед
Лотоха’апаи Юнайтед (тонг. Lotoha'apai United, англ. Lotoha'apai United) — тонганский футбольный клуб из города Нукуалофа. Выступает в Чемпионате Тонга. Домашние матчи проводит на стадионе Тефавия, вмещающем 1 000 зрителей.

## История
Клуб является двенадцатикратным чемпионом Тонги. Чемпионсво в сезоне 2011/2012 дало команде право на участие в Лиге чемпионов ОФК 2012/2013. Лотоха’апаи начал выступление с предварительного раунда. Набрав 7 очков наряду с Тупапа Мараэренга, Юнайтед не вышел в раунд плей-офф из-за меньшей разницы мячей.

## Достижения
- Чемпион Тонги: 12[1]

1998, 1999, 2000, 2001, 2002, 2003, 2004, 2005, 2006, 2007, 2008, 2011